# Lijst van slachtoffers van de Aktion Silbertanne

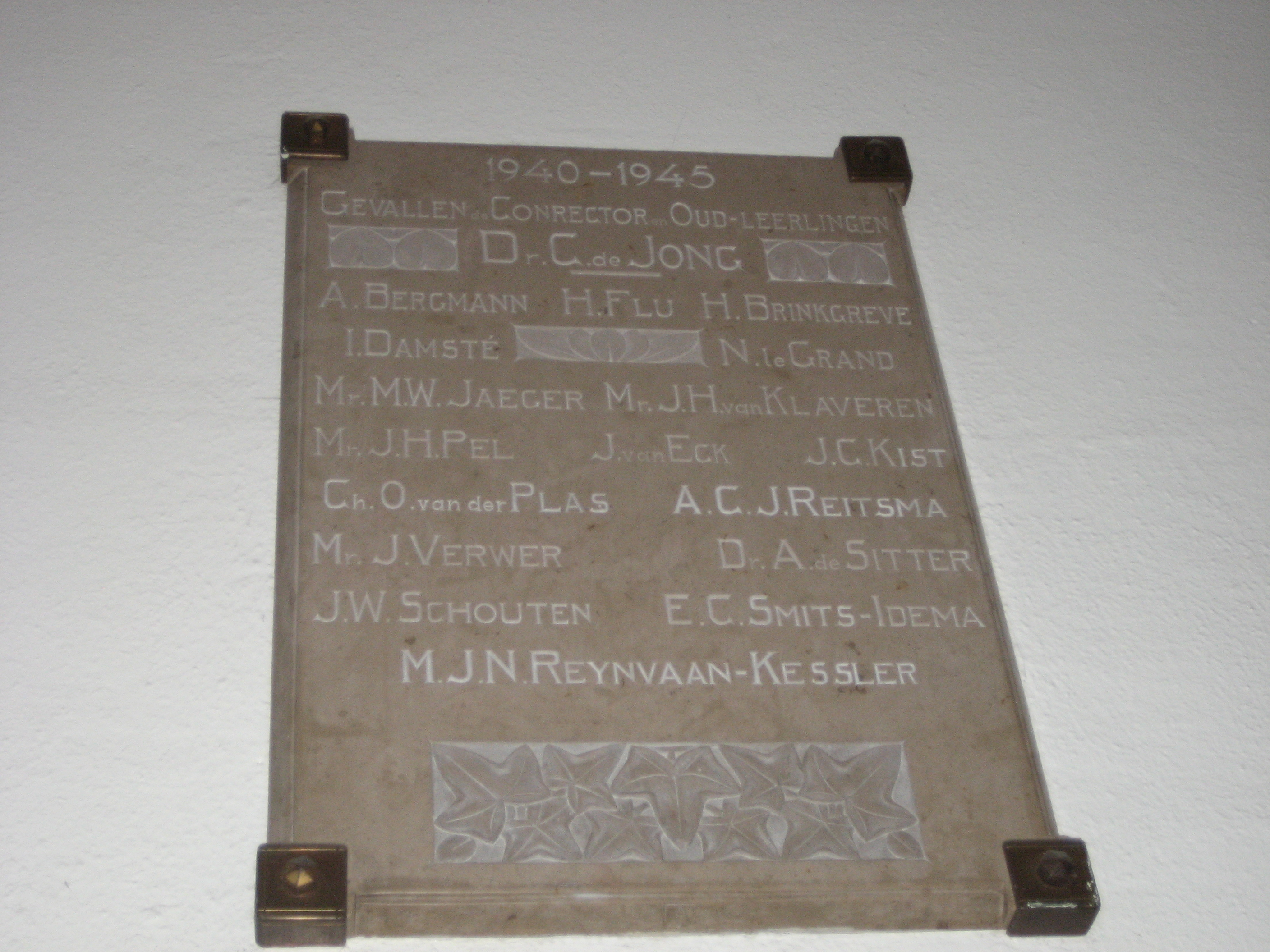
Gedenkplaat in het Stedelijk Gymnasium in Leiden. Conrector Christiaan de Jong was een van de slachtoffers van de Aktion Silbertanne.

Een lijst van slachtoffers van de Aktion Silbertanne, een serie moordaanslagen die door Nederlandse SS'ers en Nederlandse oostfrontveteranen werden gepleegd tijdens de Tweede Wereldoorlog.
- 29 september 1943 - als vergelding voor drie aanslagen gepleegd door het verzet:
  - Jan Dijkstra, garagehouder te Meppel.
  - Engbertus Johannes Roelfsema, chirurg in het ziekenhuis van Meppel.
  - Arend Boldewijn, hoofd van de christelijke school in Staphorst. Boldewijns zoon was KP'er en in die hoedanigheid betrokken geweest bij aanslagen op het gemeentehuis van Stadskanaal en op de NSB'er Reilingh.
- 16 oktober 1943:
  - Louis Romuald Hubert Dobbelmann, landbouwer en paardenhandelaar uit Apeldoorn; de begrafenis van Dobbelmann op 20 oktober 1943 werd een manifestatie tegen de Duitse bezetters. De moord was een vergelding voor de aanslag op de Apeldoornse politieagent Jannes Doppenberg, die bekend stond als "jodenjager". Op de begrafenis van Dobbelmann sprak huisvriend Mees, die later ook door de Silbertannegroep is vermoord. Adolf de Man is bij verstek veroordeeld voor zijn betrokkenheid.
- 18 oktober 1943 - naar aanleiding van een aanslag door het Blaricums verzet op de WA Heerbanleider Nijland:
  - Adrianus Michiel de Jong, socialist en schrijver, buurman van genoemde Nijland. De Jongs echtgenote deed open nadat er was aangebeld en er werd vervolgens naar De Jong gevraagd. Hij werd neergeschoten zodra hij in de deuropening verscheen. Betrokken bij de moord op A.M. de Jong waren Maarten Kuiper, Daniel Bernard, Lambertus van Gog en Willy Lages.
- 28 oktober 1943 - na de executie van de landverrader Cornelis Iprenburg:
  - Jan Boes, directeur van het ziekenhuis in Wageningen. Genoemde Iprenburg lag in het ziekenhuis na een eerdere aanslag van het verzet en er was bepaald dat hij alsnog moest worden geëxecuteerd. Boes, die juist Iprenburg had verzorgd na de eerste moordpoging, werd 's avonds in de deuropening van zijn eigen huis neergeschoten.
- 2 november 1943 - als represaille voor de aanslag door het verzet op Pier Nobach, waarbij diens zoon Herman om het leven kwam:
  - Gerrit Pieter Beukema, eerste ambtenaar ter secretarie van Grootegast; hij werd de volgende dag dood gevonden langs de weg naar Tolbert. De eveneens op deze datum geplande moord op schoolhoofd De Vries uit Zuidhorn mislukte, doordat De Vries wist te ontsnappen.
- 4 november 1943 - eveneens wegens de aanslag op Pier Nobach:
  - Taeke Schuilenga, eigenaar van een beschuit-, koek- en banketfabriek in Surhuisterveen. Een eerdere poging om Schuilenga te vermoorden op 2 november was mislukt, doordat de beoogde daders voor de voltrekking van hun aanslag werden aangehouden. Op 3 november werd Schuilenga gearresteerd maar niet doodgeschoten, tot grote woede van Friedrich Bellmer, die zijn beklag deed bij de commandant van het Scholtenshuis, Bernard Haase. Ondanks protesten van Haase bepaalde Erich Deppner van het bureau van Rauter dat de liquidatie toch plaats moest vinden, waarna Schuilenga noordelijk van Oosterwolde alsnog werd doodgeschoten.
- 13 november 1943 - ter vergelding van de aanslag op Pier Nobach werd door het hoofd van de Sicherheitspolizei en SD Erich Naumann het bevel gegeven tot de arrestatie van 50 gijzelaars die naar Kamp Vucht overgebracht dienden te worden. Tijdens de nacht van 12 op 13 november 1943 werden hiervoor in het Groninger Westerkwartier 38 mannen die betrokken waren bij het verzet van hun bed gelicht. Twee mannen kwamen daarbij om het leven:
  - Hendrik Kalk, gemeentesecretaris van de gemeente Grijpskerk, lid van de verzetsgroep Pannekoek, op de vlucht neergeschoten en overleden.
  - Cornelis Bellinga, kruidenier te Niekerk (Grootegast) die bekendstond als "felle anti-nazi" en betrokken was bij de onderduik van Joden en de verspreiding van Trouw (krant) en De Vliegende Hollander. Toen de SD op 13 november voor hem bleek te komen deed Cornelis een poging zich in de slaapkamer te verstoppen, waar hij door Oberscharführer Jendgens werd doodgeschoten.
- 6 december 1943 - als vergelding voor de liquidatie van Hendricus Carolus Antonius Maria van den Bergh op 19 november in Beverwijk:
  - Leendert Bastiaan Verdoorn. Het werkelijke doelwit van de aanslag was Verdoorns baas Gerard Pauw, directeur van het Gewestelijk Arbeidsbureau in Beverwijk en anti-Duits. Pauw werd alleen in de arm geraakt. De aanslag werd op 4 december 1943 uitgevoerd door SS'ers Willem Polak en Jan Slot. Verdoorn overleed twee dagen later aan zijn verwondingen. Op de vlucht raakten Slot en Polak ironisch genoeg in een vuurgevecht verwikkeld met de NSB-politieman Willem Ragut, die niet wist dat Polak en Slot aan zijn kant stonden. Ragut werd geraakt, maar de kogel ketste af. Later in de oorlog werd Ragut door het verzet geliquideerd.
- 23 december 1943 - naar aanleiding van de aanslag op de WA-afdeling Michael Stemkens, die van zijn fiets geschoten werd:
  - Herman Geenen. Geenen uit Roggel stond bekend als zeer anti-Duits. Zijn beide zonen waren naar Engeland gevlucht. Zes weken voor de aanslag was Geenen nog door de SD verhoord omdat de brieven van een van zijn zonen waren onderschept. De aanslag werd uitgevoerd door de SD'ers Hans Conrad, Cornelius Wilhelm Klonen en V-man A.J. Brings in opdracht van het Maastrichtse SD-hoofd Max Strobel. Geenen werd meegenomen en onderweg doodgeschoten. Klonen kreeg nog een stevige reprimande van Strobel omdat hij zichzelf als SD-agent had bekendgemaakt.
- 31 december 1943 - naar aanleiding van de aanslag op Anne Jannes Elsinga, chef van de bijzondere recherche die de SD hielp. Al na enkele uren was een Silbertanne-lijst opgesteld met tien namen:
  - Leo Bohemen, een vertegenwoordiger uit Groningen van Joodse komaf, die andere Joden aan onderduikadressen hielp. Bohemen was gehuwd met een niet-Joodse vrouw, en was om die reden niet weggevoerd.
  - Johannes Swint, een Groninger verzekeringsagent die actief was in het communistisch verzet.
  - Pieter van Dooren, directeur van de Groninger MTS en actief in het verzet. In zijn huis waren regelmatig vergaderingen van de KP en Van Dooren bracht illegaal drukwerk rond. Ook huisvestte hij enige onderduikers.
  - Dirk Bos, stationschef op het rangeerterrein in Onnen. Bos vertrouwde het niet toen hij de deur opende en deed deze snel weer dicht. Schutter Arien Smit schoot vervolgens echter door de deur, waarbij Bos dodelijk gewond raakte.
  - Bront Bossinga, directeur van de Groningse Nutsspaarbank die het verzet voornamelijk financieel steunde. Bossinga werd meegenomen naar de Grote Markt, en aldaar in zijn rug en hoofd geschoten.
  - Freerk Zigterman, middenstander en eigenaar van een meubelzaak. Zigterman werd met een smoes meegenomen, zogenaamd naar het Scholtenshuis. In de Kreupelstraat werd hij met een schot in het hoofd geëxecuteerd.
  - Verschillende personen die op de executielijst te vinden waren ontsprongen de dans. Twee Joden werden niet gevonden en ontsnapten zo (hun namen zijn vooralsnog onbekend). Ook Jorrit de Jong, directeur van een verzekeringsmaatschappij, was niet thuis; politie-inspecteur Jan Nienhuis was al ondergedoken.
- 4 januari 1944 - naar aanleiding van de aanslag op 3 januari op G.W. Diederix, NSB-lid en directeur van het arbeidsbureau, werden 35 mannen gearresteerd en als gijzelaar overgebracht naar Kamp Sint-Michielsgestel. Onder hen waren de Leidse hoogleraar Cleveringa en de vader van Henri Flu. Diederix overleefde de aanslag overigens:
  - Christiaan de Jong, wiskundeleraar en conrector van het Stedelijk Gymnasium in Leiden.
  - Henri (Hans) Herman Flu, huisarts in Leiden. Flu was van Surinaamse komaf en had het al enkele malen aan de stok gehad met de bezetter. Hij voorzag vele mannen van een medische vrijstelling voor de Arbeitseinsatz. Het dodelijke schot werd gelost door Hans Hoffmann.[1]
  - Harmen Douma, vrijmetselaar en hoofd van de Eerste Leidsche Schoolvereeniging werd door Ries Jansen vermoord.
- 11 januari 1944 - in Soest werden twee SS'ers beschoten door evenzovele KP'ers die op de vlucht waren. Op 13 januari werden 23 mannen opgepakt en naar het concentratiekamp Amersfoort overgebracht. Later werden 22 van hen overgebracht naar Vught:
  - Johan Houtman, handenarbeidleraar te Soest, werd op 13 januari doodgeschoten op station Soest-Zuid.
  - Wim van Goor, directeur van de gemeentewerken in Soest, werd op dezelfde dag doodgeschoten in de F.C. Kuyperstraat.
  - Klaas Brons werd op 14 of 15 januari vermoord op het kruispunt Soesterbergsestraat-Heideweg.
  - Jan Schalkx, timmerman en later politieambtenaar, werd neergeschoten op de hoek van Eikenlaan en Soesterbergsestraat. Schalkx overleefde het.
  - Andries Koehof, metaalarbeider, werd ook op 14 of 15 januari neergeschoten. Ook Koehof overleefde de aanslag.
- 27 januari 1944 - in Groningen vanwege de mislukte aanslag op het leven van de NSB'er Klaas Prenger:
  - Johannes Amerika, onderwijzer, werd op 27 januari thuis bezocht door de SD'er Helmuth Johann Schäper en de Nederlandse SS'er Hendrik Jebbink. Er ontstond een worsteling bij de deur. Er werden zes schoten gelost, alle mis. Doordat Amerika zich als dood liet neervallen vertrokken de overvallers in de waan dat Amerika dodelijk getroffen was. Een ander doelwit, de inspecteur van onderwijs Nijhof, was op de bewuste avond niet thuis.
- 9 april 1944 - in Beverwijk vanwege de aanslag op de Velser politieman Willem Ritman:
  - Laurens Johannes Büller, chirurg, gynaecoloog en geneesheer-directeur van het Roode Kruisziekenhuis te Beverwijk, werd thuis op adres Vondellaan 22 (verdwenen) door de Duitse SD'ers Friedrich Viebahn en Brückmoller en de Nederlandse SD-er  Wouter Mollis doodgeschoten. Er ligt een Stolperstein met de naam van deze arts in het plaveisel van een parkeerplaats.
  - Johan Filip Juckers kreeg bezoek van Emil Rühl, Maarten Kuiper en Walter Albers. Hij werd door het hoofd geschoten maar overleefde de aanslag.
- 24 april 1944 - in Bedum, Stedum en Middelstum vanwege de aanslag op SS'er en hoofd van de Bijzondere Recherche in Groningen Jannes Luitje Keijer:
  - Cornelis en Rikus Pot, vader en zoon, landbouwers, kregen in de avond van 23 april bezoek van Arie Smit, Magnus Larsen en de SS'er Lanting. Beiden werden geraakt, maar overleefden de aanslag.
  - Jan Wieringa, landbouwer uit Bedum, werd bezocht door Jan van Efferen en de landwachters Pieter Kuiper en Jan Kuijer. Wieringa werd drie keer geraakt, maar overleefde de aanslag.
  - Hendrik Heijs, onderwijzer uit Middelstum, werd op 24 april door Kuiper en Kuijer doodgeschoten. Heijs' zoons zaten beiden ondergedoken. Enkele dagen later vond in Middelstum een razzia plaats onder leiding van SD'er Helmuth Schäper. Vier personen werden ter plekke doodgeschoten en honderdveertig personen gevangengenomen. Van hen overleefden 22 de gevangenschap niet. De mensen die naar aanleiding van de razzia stierven worden niet beschouwd als slachtoffers van Aktion Silbertanne.[2]
- 11 mei 1944 - in Ravenswoud vanwege de aanslag op de NSB'er Kees Harthof:
  - Anje Lok, onderwijzer. Lok werd voor de ogen van zijn vrouw en kinderen door twee mannen doodgeschoten. Wie de moord pleegde is onbekend gebleven.
- 2 juni 1944:
  - Samuel (Sam) Wytema, huisarts te Westwoud. Als belangrijk man in het (artsen-)verzet in Westfriesland was hij al eerder opgepakt. De NSB-burgemeester te Blokker, Cor Koeman, gaf dr. Wytema op voor represaille-moord, nadat twee landwachters/NSB'ers in Blokker waren geliquideerd door het verzet. Hij werd in de nacht van 1 op 2 juni 1944 in zijn woning doodgeschoten door de Nederlandse SD-er Wouter Mollis en de Duitse SD-er Friedrich Viebahn, waarbij een derde Duitse SD-er, Emil Ruhl, zich had voorgedaan als een slachtoffer dat medische hulp nodig had.[3]
- 30 juni 1944:
  - Albert Marten Rinkema, veehouder ter Rottum, werd vermoord in zijn eigen huis uit wraak voor de liquidatie van de politieman Sikke Wolters.[4]
- 6 juli 1944:
  - Josua Bromet, rector van het Christelijk Lyceum in Arnhem, werd doodgeschoten door Willem Polak, Adolf de Man en Bart Slop. De moord was een wraakactie voor de dodelijke aanslag op het NSB-echtpaar Wunderink.
  - Albert Marten Rinkema
- 11 en 12 juli 1944 - in Groningen en Grootegast vond een viertal Silbertannemoorden plaats als vergelding voor de dood van hoofdwachtmeester marechaussee Lourens de Groot:
  - Cornelis Robertus, directeur van een Gronings transportbedrijf, werd op 11 juli rond middernacht meegenomen en vervolgens neergeschoten. Hij overleed op 14 juli aan zijn verwondingen. De moord werd waarschijnlijk gepleegd door Hans Paul Küter en een zekere De Zwart.
  - Hendrikus Hazelhorst, beambte bij de PTT, werd op 11 juli doodgeschoten door Engbert Krist en Sander Borgers.
  - Hendrik Top. Küter en De Zwart gingen op 12 juli op stap om Pieter Top dood te schieten. Top werkte op het gemeentehuis en werd verdacht van betrokkenheid bij de overval waar marechaussee De Groot het leven verloor. Pieter Top was niet thuis. Zijn vader Hendrik weigerde te zeggen waar zijn zoon zich bevond waarop hij werd doodgeschoten.
  - Kornelis van der Meulen, adjunct-directeur van de zuivelfabriek in Marum, werd vermoord in zijn eigen woning toen hij de deur opende voor een Silbertannecommando bestaande uit de SD'ers Sander Borgers, Josef Kindel, de Waffen-SS'er Jo Janzen en de landwachter Jan Kruijer.
- 18 juli 1944:
  - Geert Esmeijer, vader van de verzetsstrijder Samuel Esmeijer, werd in het hoofd geschoten vanwege een door een knokploeg begane moord op een ambtenaar van de afdeling Bevolking. Esmeijer overleefde het schot en werd later uit het ziekenhuis bevrijd.[5]
- 19 juli 1944:
  - Mr. A.R.P. Mees, directeur van een ijzergieterij in Vaassen.[6]
- 14 augustus 1944:
  - Willem Wijnen, burgemeester van Asten.
  - Piet Smulders, burgemeester van Someren.
  - Frans Eijsbouts, een Somerense ondernemer en vriend van Smulders, werd door een kogel in zijn arm geraakt en liet zich in een lage leegstaande sloot vallen. Door te doen alsof hij dood was, wist hij te overleven.
- 30 augustus 1944:
  - J.in 't Veld, rechercheur, werd thuis neergeschoten als reactie op de aanslag van de als NSB'er bekendstaande directeur van het Leidse Gewestelijke Bureau. In 't Veld werd geraakt in de linkerarm en linkerheup en herstelde volledig.[7]
- 30 augustus 1944:
  - Fulps Vincentinus Valstar, regeringscommissaris voor de voedselvoorziening Naaldwijk, werd vermoord in Rotterdam.
  - Dirk Voskamp sr., journalist te Naaldwijk, werd vermoord in Rotterdam.[8]
- 14 september 1944 - in Doezum werden drie vooraanstaande dorpsbewoners doodgeschoten door SD'er Robert Lehnhoff, als vergelding voor de bedreiging van Anne Haan. Haan huurde de boerderij van Pier Nobach, die na Dolle Dinsdag gevlucht was.
  - Albert Krijthe, huisschilder.
  - Lubbe Renkema, garagehouder. Zijn halfbroer Berend Renkema was aanvankelijk ook doelwit van de actie, maar was niet thuis. Zijn huis brandde af.
  - Jan Pera, veehouder. Overleed enkele dagen na de aanslag in het ziekenhuis te Groningen.
- 18 september 1944:
  - Cornelis de Kock, burgemeester van Oosterhesselen, stond op goede voet met het verzet en spande zich in om de inwoners van zijn gemeente vrij te stellen van werk voor de bezetter. Op 18 september 1944 werd hij, net toen hij van plan was onder te duiken, door een Silbertannegroep uit zijn huis gehaald en op straat doodgeschoten.
- 25 september 1944:
  - J.G. Böcker, kapelaan van de Sint Franciscuskerk te Groningen, werd in de hal van de pastorie doodgeschoten. Eigenlijk was men op zoek naar de pastoor, F.J. Schoemaker, maar deze was ondergedoken. De kapelaan weigerde de verblijfplaats van de pastoor prijs te geven en betaalde daarvoor met zijn leven.